# 趙驤 (乾隆庚子進士)
趙驤（?—?），浙江省紹興府上虞縣人，清朝政治人物，同进士出身。
乾隆四十五年，登进士，授钦州知州。